# Bodri Ferenc (grafikus)
Bodri Ferenc (Kecskemét, 1943. február 28. – Kecskemét, 2021. július 25.) Pilinszky-díjas grafikus, festőművész

## Pályafutása
Édesanyja egyedül nevelte Kecskeméten, édesapja elesett a második világháborúban. Tehetségét felismerve, általános iskolai tanárai a budapesti Képző- és Iparművészeti Gimnáziumba irányították, ahol 1961-ben érettségizett nyomda grafikus szakon. 1961-1965 között a budapesti Pannónia Rajzfilmstúdióban fázisrajzolóként dolgozott. 1965-71 között felsőfokú tanulmányokat folytatott a Magyar Képzőművészeti Főiskolán, mestere –az általa különösen tisztelt– Fónyi Géza lett. Másik példaképe Barcsay Jenő, anatómia professzor, akinek segédévé, munkatársává vált. 

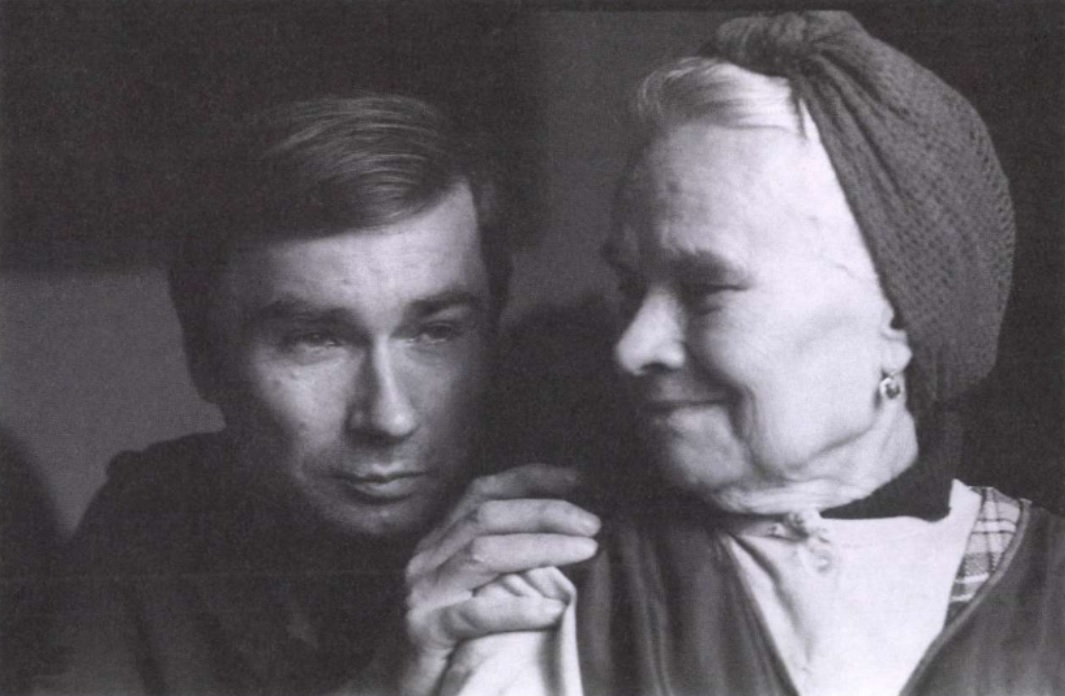
Édesanyjával (Bahget Iskander felvétele)

1971-ben költözött vissza szülővárosába, Kecskemétre, azután is ott élt és alkotott. 1971-ben a Művészeti Alap tagja lett Domanovszky Endre ajánlásával. Táblaképeket festett: olvasó és fésülködő magányos nőalakokat, anya gyermekével kompozíciókat, csendéleteket. A hideg színek fokozódó használatával egyre nagyobb expresszivitást ért el.  
Az 1970-es évek közepétől József Attilával való lelki azonosulása révén kezdett grafikai keretek között dolgozni. A Medáliák, "Költőnk és kora", Kertész leszek, Karóval jöttél, És ámulok, Eszmélet című versek átélése során a drámai intenzitású fametszetektől eljutott a lavírozott tusrajzokig. Nem magyarázta, hanem továbbmondta a verseket.
1989-ben a hajósi művésztelepen újra megjött a kedve a festéshez, portrék, önarcképek, tájképek, csendéletek születtek. A 2000-es években született festményein olajtechnikával dolgozik és a látványélmény nyer művészi kifejezést könnyed ecsetvonásokkal, élénk színekkel.
A Petőfi Nyomda gyakran adott lehetőséget könyvek, könyvborítók illusztrálására vagy akár könyvszerkesztésre. A Forrás folyóirattal és Pintér Lajos költővel szoros kapcsolatban állt. Rajzsorozat született Katona József Bánk bánja hatására, melyet a Katona József Emlékház őriz azóta. Munkára ösztökélte Csukás István, Nagy László, Petőfi Sándor munkássága is. 2009-ben tagja lett a Pedagogia Sub Rosa Kulturális Egyesületnek, melynek szervezésében 2009-2014 között egy gyermekművészeti műhelyt vezetett, melynek során nemegyszer gyermekek rajzainak alkotáspárját alkotta meg. Kortárs művészek is megihlették, rajzok születtek Pintér Lajos és Buda Ferenc tiszteletére. József Attila versekre reflektáló sorozata a 2000-es években is tovább bővült (Boldog hazug, Majd eljön értem, Osztás után). Senki máséval össze nem téveszthető grafikai formanyelvében a rövid írott szövegek különleges képi világával teljesedtek ki.

## Emlékezete
2023. február 22-én a Bács-Kiskun Megyei Katona József Könyvtár és a Pedagógia Sub Rosa Egyesület a festő 80. születésnapjának tiszteletére posztumusz kiállítást rendezett a könyvtár nagytermében. A kiállítást Vasné Tóth Kornélia, az Országos Széchényi Könyvtár tudományos kutatója nyitotta meg; Sirkó László - a Kecskeméti Katona József Nemzeti Színház örökös tagja - és Pintér Lajos - József Attila-díjas költő, a Forrás irodalmi folyóirat nyugalmazott szerkesztője - működött közre. A kiállítás anyagát a Pedagógia Sub Rosa Egyesület az Interneten is elérhetővé tette a www.bodri80.hu oldalon.

## Díjak, elismerések
- 1974 a Bács-Kiskun Megyei Tanács művészeti ösztöndíja
- 1977 Megyei Téli Tárlat Díj
- 2009 Pilinszky-díj
- 2013 Kecskemét Közművelődéséért Díj

## Egyéni kiállítások
- 1964 Művészklub [Bodóczky Istvánnal, Lisztes Istvánnal], Kecskemét
- 1974 Sajtóklub, Kecskemét
- 1976 Sajtóklub, Kecskemét
- 1976 Erdei Ferenc Művelődési Központ, Kecskemét
- 1977 Kamaraszínház, Kecskemét
- 1979 Konzervgyár, Kecskemét
- 1981 Erdei Ferenc Művelődési Központ, Kecskemét
- 1981 Kiskun Múzeum, Kiskunfélegyháza
- 1983 Nevelési Központ, Kecel
- 1989 Művelődési Központ, Kecel
- 1989 Iványi Grünwald Terem, Kecskemét
- 1990 Erdei Ferenc Művelődési Központ, Kecskemét (gyűjt.)
- 1996 Ráday Múzeum, Kecskemét
- 1997 Megyei Kórház, Kecskemét
- 1998 Kodály Zoltán Ének-Zenei Általános Iskola, Gimnázium és Szakközépiskola, Kecskemét
- 2003 Kortárs Galéria, Kecskemét
- 2003 Művelődési Ház, Császártöltés
- 2005 Katona József Emlékház, Kecskemét
- 2006 Cifrapalota, Kecskeméti Képtár
- 2007 Posta Galéria, Gyula
- 2008 Katona József Könyvtár, Kecskemét
- 2017 Tudomány és Művészetek Háza, Kecskemét

## Csoportos kiállítások
- 1973, 1980 Bács-Kiskun Megyei Téli Tárlat, Kiskun Múzeum, Kiskunfélegyháza
- 1974-79 Téli Tárlat, Katona József Múzeum, Kecskemét
- 1976, 1983, 1989 Grafikai kiállítás, Erdei Ferenc Művelődési Központ, Kecskemét
- 1976 Bács-Kiskun megyei képzőművészek, Művészeti Múzeum, Szimferopol
- 1977 Közép-magyarországi Képzőművészek Nyári Tárlata, Szolnok, Kecskemét
- 1981, 1988, 1998 Téli Tárlat, Erdei Ferenc Művelődési Központ, Kecskemét
- 1982 Bács-Kiskun megyei fiatal alkotók köre, Erdei Ferenc Művelődési Központ, Kecskemét
- 1983 Téli Tárlat, Türr István Múzeum, Baja
- 2021 Portrék másképp, Titok Galéria, Budapest

## Művek közgyűjteményekben
- Bánk bán és Petőfi sorozat, Katona József Emlékház, Kecskemét
- József Attila Medáliák sorozat, Cifrapalota, Kecskeméti Katona József Múzeum
- Katona József portré, Katona József Könyvtár, Kecskemét
- Keresztanyám – halála előtt, olajfestmény, 1964, Cifrapalota, Kecskeméti Katona József Múzeum

## Illusztrációi
- Párhuzamok...: válogatott versek / Nagy L. Éva, Kovács I. József [A címlaptervet készítette.]
- Kortárs költészet – kortárs grafika: 7. Országos Biennálé (2007) [A kiadványt tervezte.]
- Tűzből mentett versek / Beregszászi János (1990)
- Hervadók / Hegedűs Béla (1999)
- Megkövesedett szerelem / Hegedűs Béla (2000)
- Bodri Ferenc: József Attila illusztráció / -miAtt- In: Jelenvaló. – 1. évf. 7. [!8.] sz. (2000. jún. 1.), p. 5.
- Árvaföld / Pintér Lajos In: Köztér. – 3. évf. 7. sz. (2000. júl.), p. 13. [Grafikák]
- Bodri Ferenc: Bánk bán (illusztráció) / -mi Att-. – (A hónap műalkotása) In: Jelenvaló. – 2. évf. 17. sz. (2001. nov. 15.), Jelenvaló mell. p. 1. [A grafikák a kecskeméti Katona József Színház 1982-es Bánk bán előadásán készültek.]
- Még nem mondom el / Hegedűs Béla (2002)
- Kristálygyöngyök / Hegedűs Béla (2004)
- Húsz esztendőm hatalom: válogatás József Attila verseiből (2005)
- Zöldbáró és egyéb írások / A. Tóth Sándor (2005)
- [Bodri Ferenc grafikái.] In: Forrás. – 39. évf. 10. sz. (2007. okt.), p. 98-102. [Bánk bán illusztrációk]
- Jelky András a vándor, magyar vándor / Hegedűs Béla. – Kecskemét: Szerző, 2008
- A szó ünnepe: 100 szép magyar vers: dr. Bábel Balázs kalocsa-kecskeméti érsek, metropolita verses vallomása (2009) [illusztrációk]
- Hőingadozás: verses vallomás / Koloh Elek (2010)
- Magyar zsoltárok: 150 örök érvényű vers (2010)
- Szemközt magammal / Provaznik Géza (2010)
- Holdhídi gondolatpillérek / Hegedűs Béla (2011)